# Cyril Connolly
 (août 2022).
Pour les articles homonymes, voir Connolly.
Cyril Vernon Connolly (10 septembre 1903 - 26 novembre 1974) est un écrivain et critique littéraire britannique.

## Biographie
Cyril Connolly nait à Coventry, dans le Warwickshire, d'une famille anglo-irlandaise, du major Matthew William Kemble Connolly et de son épouse Muriel Maud Vernon. Il fait ses études à la St Cyprian's School (où il croise Cecil Beaton), située à Eastbourne, dans le Sussex de l'Est, puis au collège d'Eton. George Orwell, son camarade de classe à St Cyprian's et à Eton, reste son ami toute sa vie durant. Connolly poursuit ses études supérieures au Balliol College. 
Contributeur régulier à l'hebdomadaire de gauche New Statesman dans les années 1920 et 1930, il dirige de 1939 à 1950 le magazine littéraire Horizon en compagnie de Stephen Spender et de Peter Watson. Après avoir été en 1942-1943 le directeur de la rédaction de The Observer, il est, de 1952 jusqu'à sa mort, le responsable des pages littéraires du Sunday Times en même temps que Raymond Mortimer.
Connolly se marie trois fois : en 1930 avec Jean Bakewell (qui épouse ensuite Laurence Vail, ex-mari de Peggy Guggenheim) ; en 1950 avec Barbara Skelton ; et en 1959 avec Deirdre Craven, petite-fille de James Craig, 1er vicomte Craigavon.

## Œuvre
Cyril Connolly n'écrit qu'un seul roman, The Rock Pool (1935), texte satirique qui reçoit un accueil favorable. Peut-être son œuvre la plus connue est-elle l'autobiographie qui constitue la seconde moitié de Enemies of Promise (1938), où il explique son incapacité à écrire le chef-d'œuvre que tous attendaient de lui – y compris lui-même. Son livre suivant, The Unquiet Grave, publié sous le pseudonyme de « Palinurus », est également digne d'intérêt.
C'est sans doute en tant que critique littéraire que Connolly marque son époque. À l'instar d'Edmund Wilson aux États-Unis, il exerce une influence considérable sur le public, notamment lors de la publication en 1965 de son essai sur les « 100 livres clés de la période 1880-1950 ». Spirituel, malicieux, parfois acide, il forme le goût de toute une génération de lecteurs. En tant que rédacteur en chef d'Horizon, il offre une tribune à un vaste assortiment de nouveaux auteurs. Kenneth Tynan, dans le numéro du Harper's Bazaar de mars 1954, définit le style de Connolly comme « l'un des plus scintillants de tout le patrimoine littéraire anglais ».
Depuis 1976, les archives de Cyril Connolly et sa bibliothèque personnelle, qui comprend plus de 8 000 volumes, se trouvent à l'université de Tulsa, dans l'Oklahoma.

## Publications

### Ouvrages traduits en français
- Les Diplomates disparus, Salvy, 1989
- Le Tombeau de Palinure, préface de Patrick Mauriès, Fayard, 1990 ; LGF
- Marée basse, Christian Bourgois, 1991 ; 10/18
- James Bond tourne casaque, Gallimard, 1993
- Meurtre au Gassendi Club, Gallimard, 1993
- La Chute de Jonathan Edax, Gallimard, 1996
- Joyeux lits de mort, Gallimard, 1997
- Ce qu'il faut faire pour ne plus être écrivain, LGF, 2000

### Ouvrages en langue anglaise
- The Rock Pool, 1935 (fiction)
- Enemies of Promise, 1938
- The Unquiet Grave, 1944
- The Condemned Playground, 1945 (collection)
- The Missing Diplomats, 1952
- The Golden Horizon 1953 (ed., compilation from Horizon)
- Les Pavillons: French Pavilions of the Eighteenth Century,1962 (with Jerome Zerbe)
- Previous Convictions, 1964 (collection)
- The Modern Movement: 100 Key Books From England, France, and America, 1880–1950, 1965
- The Evening Colonnade 1973 (collection)
- A Romantic Friendship, 1975 (letters to Noel Blakiston)
- Cyril Connolly: Journal and Memoir, 1983 (Edited by D. Pryce-Jones)
- Shade Those Laurels, 1990 (fiction, completed by Peter Levi)
- The Selected Works of Cyril Connolly, 2002 (edited by Matthew Connolly) Volume One: The Modern Movement: Volume Two: The Two Natures
- Cyril Connolly? No, Semi-Carnally  1980